# Idactus tuberculatus
Idactus tuberculatus es una especie de escarabajo longicornio del género Idactus, tribu Ancylonotini, subfamilia Lamiinae. Fue descrita científicamente por Quedenfeldt en 1885.

## Descripción
Mide 16 milímetros de longitud.

## Distribución
Se distribuye por Angola.